# Humansdorp

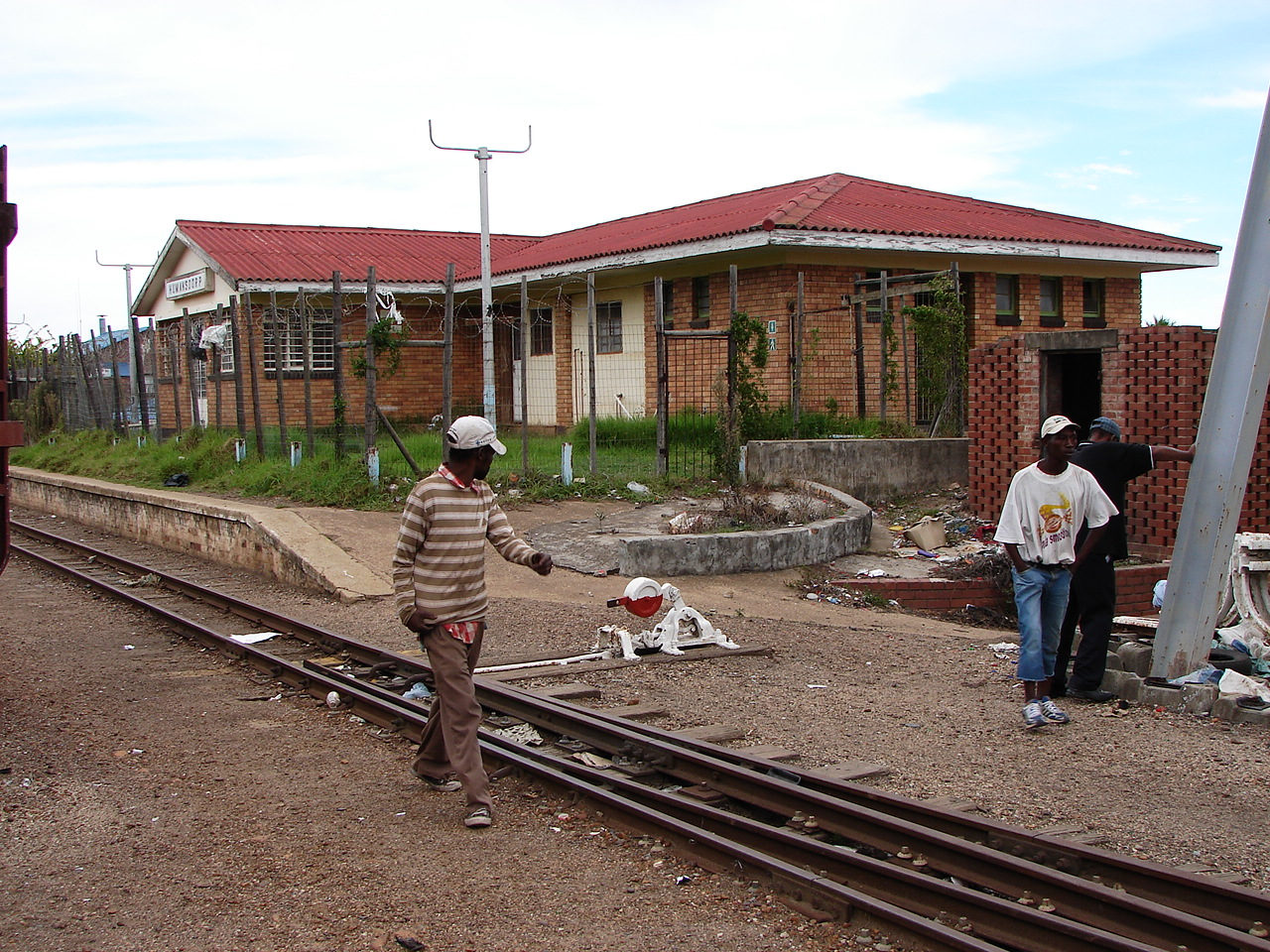
Station Humansdorp

Humansdorp is een grotendeels Afrikaanstalig dorp (90,3%) met 20.000 inwoners, in de Oost-Kaap in Zuid-Afrika. Het dorp is onderdeel van de gemeente Kouga en het is gesticht door Hollanders.

## Geschiedenis
Ongeveer begin 19e eeuw reisde dominee Alexander Smith van Uitenhage naar de plattelandsdorpen om daar voor de plaatselijke bevolking een kerkdienst te houden, zo ook op de boerderij Geelhoutboom, op zo'n 10 km van de dichtstbijzijnde stad. In 1849 stond Matthys Human een deel van de grond van zijn boerderij Rheeboksfontein af zodat daar het nieuwe dorp Humansdorp kon worden gesticht. Humansdorp werd officieel een gemeente in 1906.
De naam Humansdorp is dan ook afkomstig van Matthys Human. De (spottende) bijnamen voor Humansdorp zijn: Mensedorp, Mensetown of Humansvillage.

## Subplaatsen
Het nationaal instituut voor de statistiek, Stats SA, deelt sinds de census 2011 deze hoofdplaats in in 5 zogenaamde subplaatsen (sub place), waarvan de grootste zijn:
- Humansdorp SP1
- Kruisfontein
- Kruisfontein AH.

## Ligging
Humansdorp ligt in het westen van de provincie en op zo'n 90 kilometer ten westen van Port Elizabeth. Verder ligt het dorp dicht bij de N2, die vanaf Kaapstad tot aan Ermelo loopt.

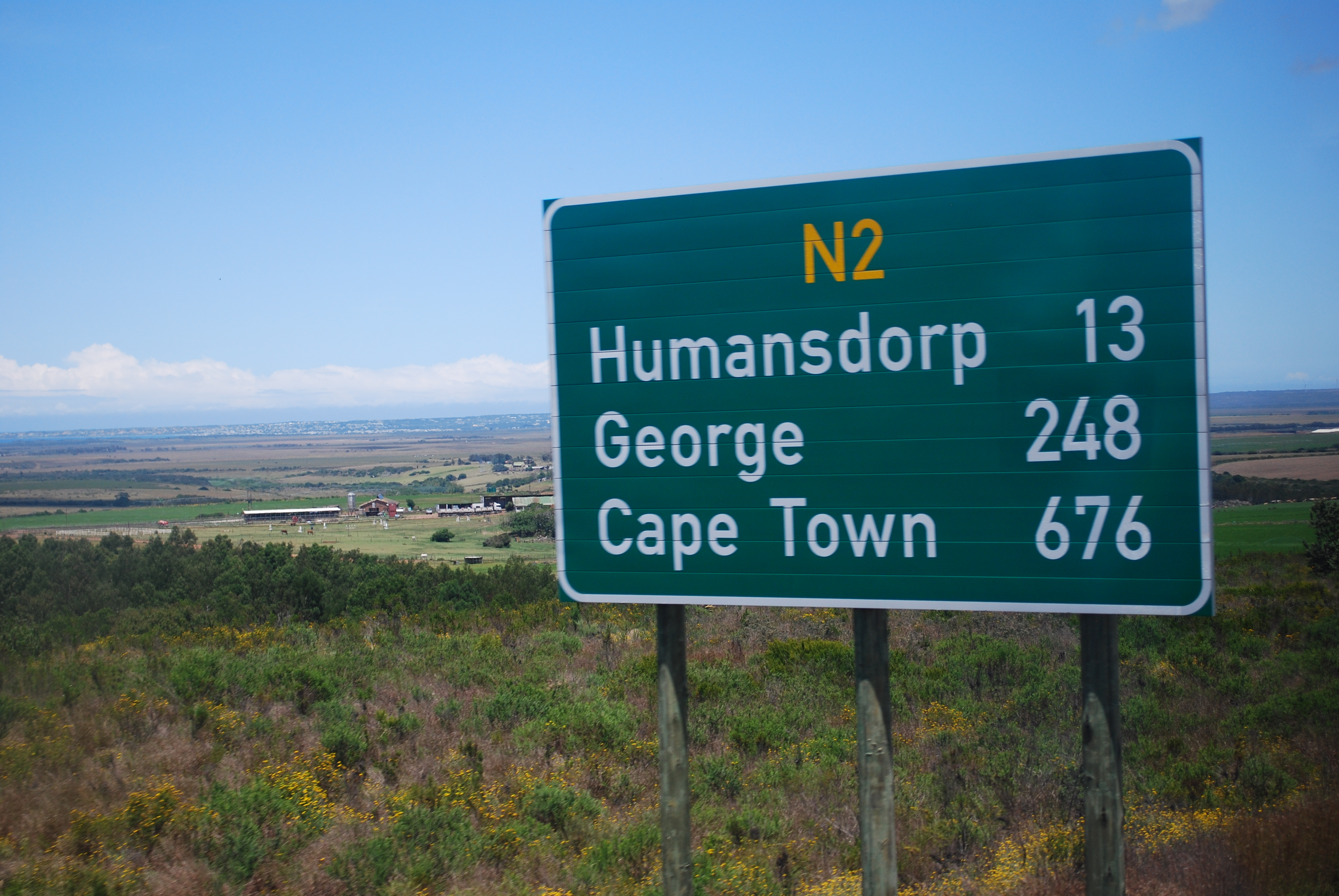
Wegwijzer nabij Humansdorp